# Loricariichthys stuebelii
Loricariichthys stuebelii är en fiskart som först beskrevs av Franz Steindachner 1882.  Loricariichthys stuebelii ingår i släktet Loricariichthys och familjen Loricariidae. Inga underarter finns listade i Catalogue of Life.